# Eleutherodactylus bilineatus
Eleutherodactylus bilineatus là một loài ếch đặc hữu của Brasil.
Các môi trường sống tự nhiên của chúng là các khu rừng ẩm ướt đất thấp nhiệt đới hoặc cận nhiệt đới, các đồn điền, vườn nông thôn, và các khu rừng trước đây bị suy thoái nặng nề. Loài này đang bị đe dọa do mất môi trường sống.

## Vị trí phân loại
Loài này từng được đặt trong nhóm loài Eleutherodactylus fitzingeri; nhưng sau đó không được gộp vào nhóm này do các mối quan hệ mờ mịt của nó. Không được gán vào loạt hay nhóm loài chính thức của Eleutherodactylus bởi Lynch và Duellman (1997). Pimenta và Silvano (2002) đưa ra vị trí lấy mẫu loài mới ở Brasil. Hedges và ctv (2008) xếp nó trong phức hợp loài In Ischnocnema lactea. Canedo và Haddad (2012) trên cơ sở phân tử gợi ý rằng loài này không thuộc về chi Eleutherodactylus mà cũng chẳng thuộc chi Ischnocnema, mà có vị trí không chắc chắn, có lẽ gần với Noblella + Barycholos trong phạm vi phân họ Holoadeninae.